# Nephrotoma sublunulicornis
Nephrotoma sublunulicornis är en tvåvingeart som först beskrevs av Evgenyi Nikolayevich Savchenko 1957.  Nephrotoma sublunulicornis ingår i släktet Nephrotoma och familjen storharkrankar. Inga underarter finns listade i Catalogue of Life.